# Kurt Greeff
Kurt Rudolf Greeff (* 12. Juni 1920 in Wülfrath; † 10. Juli 1998 in Düsseldorf) war ein deutscher Pharmakologe und Hochschullehrer (Pharmakologie und Toxikologie).

## Leben
Greeff studierte nach dem Abitur Medizin an den Universitäten in Halle, Innsbruck und München, unterbrochen durch eine zweijährige Dienstzeit in der Wehrmacht. Nach seiner Notapprobation war er noch 1945 als Truppenarzt tätig und geriet in Kriegsgefangenschaft. Danach arbeitete er zunächst in seiner Geburtsstadt als Volontär im Evangelischen Krankenhaus. An der Medizinischen Akademie Düsseldorf legte er 1946 das medizinische Staatsexamen ab und wurde dort 1947 mit der Arbeit Die Periduralanaesthesie bei 1000 gynäkologischen Operationen promoviert.
Greeff wechselte dann an die Universität Rostock und war dort von 1949 bis 1953 Assistent bei Peter Holtz am Institut für Pharmakologie, wo er sich 1953 über die Wirkung verschiedener Lokalanästhetika auf das vegetative Nervensystem habilitierte. Im gleichen Jahr folgte er seinem Lehrer an das Pharmakologische Institut der Universität Frankfurt am Main.
Nach einem einjährigen Studienaufenthalt an den Departments of Pharmacology der University of Pennsylvania und der University of Illinois wurde er 1959 in Frankfurt am Main zum außerplanmäßigen Professor für Pharmakologie und Toxikologie ernannt. Einem Ruf als ordentlicher Professor für Pharmakologie und Direktor des Pharmakologischen Institutes der Medizinischen Akademie Düsseldorf folgte er 1960. Bis zu seiner Emeritierung 1985 lehrte er an dieser Hochschule. Im Jahr 1969 amtierte er als Dekan der Medizinischen Fakultät.

## Werk
Kurt Greeffs Forschungsgebiete waren zunächst in Rostock insbesondere Lokalanästhetika und deren Wirkung auf das vegetative Nervensystem sowie die Pharmakologie der adrenergen und cholinergen Informationsübertragung. Danach lag sein Forschungsschwerpunkt auf biogenen Aminen und deren Wirkung auf das Kreislaufsystem. Dazu kamen Studien über Diuretika und Herzglykoside. Er untersuchte zudem u. a. Wechselwirkungen von Herzglykosiden mit anderen Arzneistoffen, die  Wirkungsmechanismen inotroper Stoffe und Herz-Kreislauf-Wirkungen von Antidepressiva.

## Publikationen
Auf Greeff gehen mehr als 200 wissenschaftliche Veröffentlichungen zurück. Er war Herausgeber eines zweibändigen Teils des Handbuchs der Experimentellen Pharmakologie zum Thema Herzwirksame Glykoside sowie Mitherausgeber der Zeitschrift „Herz, Kreislauf“.
- Kurt Greeff bei Researchgate